# Krępsko (Grande-Pologne)
Pour les articles homonymes, voir Krępsko.
Krępsko (prononciation : [ˈkrɛmpskɔ]) est un village polonais de la gmina de Szydłowo dans le powiat de Piła de la voïvodie de Grande-Pologne dans le centre-ouest de la Pologne.
Il se situe à environ 17 kilomètres au nord-est de Szydłowo (siège de la gmina), 14 kilomètres au nord de Piła (siège du powiat), et à 105 kilomètres au nord de Poznań (capitale de la Grande-Pologne).

## Histoire
De 1815 à 1945, Kramske fait partie de l'arrondissement de Deutsch Krone dans le district de Marienwerder au sein de la province de Prusse-Occidentale.
De 1975 à 1998, le village faisait partie du territoire de la voïvodie de Piła.

Depuis 1999, Krępsko est situé dans la voïvodie de Grande-Pologne.
Le village possède une population de 292 habitants.